# Dude, We're Getting the Band Back Together
«Dude, We're Getting the Band Back Together» (укр. «Чуваки, ми знову збираємо групу») — двадцять п'ятий епізод американського телевізійного мультсеріалу «Фінеас і Ферб». Спершу його показали на каналі Disney Channel 8 березня 2008 року у США. Події сюжету обертаються навколо спроби Фінеаса Флінна та Ферба Флетчера знову поєднати разом усіх членів гурту «Love Händel» до річниці весілля їхніх батьків.

## Виробництво
Сценарій серії написали Боббі Ґейлор та Мартін Олсон, розкадруванням займалися Кріс Гедрік і Чонг Лі. Режисером виступив співтворець мультсеріалу — Ден Повенмаєр. Головні персонажі серії — члени гурту «Love Händel» — це пародія на Ґейлора, Повенмаєра та Джефа «Свомпі» Марша.
Повенмаєр та Гедрік раніше співпрацювали над короткометражкою Looney Tunes для домашнього перегляду під назвою «Hare and Loathing in Las Vegas».
Натхненням для кожного учасника гурту Love Händel були члени виробничої команди, які самі раніше були музикантами. Денні був названий на честь Повенмаєра, Боббі на честь Ґейлора, а Свомпі (Напасть) на честь співавтора Джефа «Свомпі» Марша. Повенмаєр та Марш грали протягом більш ніж десятиріччя грали в різних гуртах у Лос-Анджелесі. Ґейлор грав поп та рок-музику а також записав альбом під назвою «Fuzzatronic Dreams»
На додачу до постійного акторського складу, Джарет Реддік (лідер гурту «Bowling for Soup», номінованого на премію Ґреммі, який також виконав пісню до заставки, висунуту на премію Еммі), Карлос Алазракі та Стів Зан зіграли гостьові ролі членів гурту «Love Händel».

## Сприйняття
Ден Повенмаєр
Репортер американського вебсайту «Newsarama», Стів Фріц, назвав епізод улюбленцем фанів. Фріц високо оцінив демонстрацію «неймовірних прийомів гри в рамках формату шоу, із постійним висвітленням різноманітних свіжих сюжетних ліній».
Серія також була популярною серед виробничого персоналу: Повенмаєр назвав епізод улюбленим його та Марша, згадував якість пісень, «зворушливе» закінчення, а також «дійсно гарне відчуття» історії. У квітні 2009 року Марш казав, що серед улюблених епізодів «Rollercoaster» займають перше місце, а «Dude, We're Getting the Band Back Together» та «The Chronicles of Meap» посідають друге місце.
Одна з пісень епізоду, «Втратив ритм», пізніше у 2008 році була номінована на прайм-тайм премію «Еммі» у категорії «Найкраща оригінальна музика та текст пісні». У номінації на цю пісню зазначили Денні Джейкоба, Марша, Повенмаєра, Олсона і Роберта Г'юза. Це друга номінація мультсеріалу на премію «Еммі» за написання пісні.

## Український дубляж
| Персонаж           | Актор              |
| ------------------ | ------------------ |
| Фінеас             | Денис Капустін     |
| Ферб               | Тарас Нестеренко   |
| Кендес             | Ганна Кузіна       |
| Гайнц Дуфеншмірц   | Дмитро Завадський  |
| Лінда              | Людмила Ардельян   |
| Лоренс             | Михайло Войчук     |
| Ізабелла           | Ганна Голосніченко |
| Майор Монограма    | Микола Боклан      |
| Денні              | Сергій Юрченко     |
| Стейсі             | Марина Локтіонова  |
| Фабіана            | Катерина Башкіна   |
| Стара              | Ірина Дорошенко    |
| Леді               | Тетяна Піроженко   |
| Мама               | Катерина Башкіна   |
| Боббі              | Юрій Кудрявець     |
| Напасть (Шерман)   | Євген Малуха       |
| Вінс               | Сергій Солопай     |
| Ванесса Дуфеншмірц | Валентина Лонська  |
| Ведучий            | Ігор Волков        |
| Співак             | Сергій Юрченко     |

А також: В'ячеслав Дудко, Андрій Мертчан, Катерина Качан, Володимир Канівець, Роман Юрченко, Софія Петраш, Мар'яна Чернілевська і Богдан Темченко.
Українською дубльовано на замовлення «Disney Character Voices International» у 2010 році.
- Режисерка дублювання — Ольга Чернілевська
- Перекладач — Федір Сидорук
- Перекладачка пісень — Ольга Бережко
- Музична керівниця — Тетяна Піроженко[9]

## Музичні номери
- «History of Rock» (укр. Історія рок-музики)[10]
- «Fabulous» (укр. Суперстар)[10]
- «Ain't Got Rhythm» (укр. Втратив ритм) #8 на Кліптастичному хітпараді[10]
- «It's Your Anniversary Jingle» (укр. Джингл вітання з річницею)[10]
- «You Snuck Your Way Right Into My Heart» (укр. Від кохання вже не втечеш)[10]
- «Music Makes Us Better» (укр. Музика єднає)[10]